# 3DMLW
3DMLW (3D Markup Language for Web, ou Linguagem de Marcação 3D para Web, formato .3dmlw) é um formato de arquivo de código aberto definido em XML para representação de conteúdo dinâmico interativo em três dimensões (3D) e 2-Dimensões (2D) na internet, desenvolvido pela 3D Technologies R&D para os navegadores web.
Para visualizar este tipo de arquivo, é necessário instalar o plug-in 3DMLW, que usa a biblioteca OpenGL para renderizar as imagens em 3DMLW.

## Formato de Arquivo
O 3DMLW é um formato de arquivo de texto simples baseado no padrão XML 1.0. Em 3DMLW, os conteúdos 2D e 3D estão separados, que podem ser exibidos em sobreposição. Podem ainda ter ligações entre si (como os arquivos HTML). Esse pode até ser integrado ao Microsoft Visual Studio IDE.
Os arquivos 3DMLW têm como extensão de arquivo .3dmlw (por exemplo carro.3dmlw). O 3DMLW suporta os formatos de arquivo de modelagem tridimensional .3ds, .obj e, .an8. E as texturas podem ser nos formatos .jpg, .tga e .png.
Exemplo de um arquivo 3DMLW:
```
<?xml version='1.0' standalone='no'?>
<document>
  <content2d>
    <area width='200' height='100' color='#C0C0C0FF' texture='flower.png' />
  </content2d>
  <content3d id='content' camera='{#cam}'>
    <camera id='cam' class='cam_rotation' y='10' z='40' viewy='10'/>
    <box name='ground' width='100' height='2' depth='100' color='green' class='ground' />
    <box name='dynamic' y='20' width='10' height='10' depth='10' color='blue' />
  </content3d>
</document>

```

Este formato não possui uma GUI, o código pode ser escrito em qualquer editor de texto, com regras e sintaxe fácil semelhante ao xhtml (eXtensible Hypertext Markup Language). E os resultados podem ser visualizados em qualquer navegador da web.

## Visualização
Para visualizar arquivos 3DMLW é necessário utilizar um plug-in 3DMLW para navegador web ou um programa visualizador de arquivos 3DMLW. O plug-in utiliza para renderização de imagens o OpenGL (Open Graphics Library, ou Biblioteca Aberta de Imagens), padrão reconhecido para exibir imagens tridimensionais e bidimensionais em computadores. A empresa que desenvolve o plug-in 3DMLW, 3D Technologies R&D, anunciou o suporte em um futuro próximo também para DirectX e outros sistemas de renderização 3D, e a possível adequação do formato para monitores 3D LCD ou outros equipamentos.
O plug-in 3DMLW atualmente está disponível para os seguintes navegadores web: Internet Explorer, Mozilla Firefox e, Opera.

### Geral
- «Site oficial do plugin 3DMLW» (em inglês)
- «Site oficial do Editor 3DMLW». (em inglês)
- «3D Technologies R&D» (em inglês)

### Documentação
- «Especificação de etiquetas 3DMLW» (em inglês)
- «Tutoriais 3DMLW». (em inglês)
- «Fórum oficial 3DMLW» (em inglês)

1. 1 2 3 4 5  «3DMLW Software. Get the software safely and easily.». Software Informer (em inglês). 23 de dezembro de 2023. Consultado em 22 de maio de 2025
2. ↑  «3DMLW (3D Markup Language for Web)». Prezi. Consultado em 22 de maio de 2025